# Ásgeir Sigurvinsson
Ásgeir Sigurvinsson (Vestmannaeyjar, 1955. május 8. – ) izlandi válogatott labdarúgó, középpályás, edző.

## Pályafutása

### Klubcsapatokban
Sigurvinsson labdarúgó-pályafutását szülővárosában, az ÍBV csapatában kezdte; a klubbal 1972-ben izlandi kupát nyert. 1973 és 1981 között több mint kétszáz bajnoki mérkőzésen lépett pályára a belga Standard de Liègeben, amellyel 1981-ben belga kupagyőztes lett. Sigurvinsson az 1981–1982-es szezonban a nyugatnémet élvonalbeli Bayern München labdarúgója volt, a csapattal az idény végén nyugatnémet kupagyőztes lett. 1982-ben szerződtette őt a szintén élvonalbeli VfB Stuttgart csapata, amellyel 1984-ben nyugatnémet bajnok lett. 1990-ben a Stuttgart csapatától vonult vissza.

### Válogatott
Sigurvinsson az izlandi labdarúgó-válogatottban 1972 és 1988 között negyvenöt mérkőzésen lépett pályára. 2003 és 2005 között a válogatott szövetségi kapitánya volt.

## Sikerei, díjai
- ÍBV
  - Izlandi kupa: 1972
- Standard de Liège
  - Belga kupa: 1980–81
- Bayern München
  - Nyugatnémet kupa: 1981–82
- Stuttgart
  - Nyugatnémet bajnok: 1983–84